# Maebong-san (Kangwŏn-do)
Maebong-san är ett berg i Nordkorea.   Det ligger i provinsen Kangwŏn-do, i den centrala delen av landet, 120 km öster om huvudstaden Pyongyang. Toppen på Maebong-san är 1 571 meter över havet.
Terrängen runt Maebong-san är huvudsakligen lite bergig. Runt Maebong-san är det ganska glesbefolkat, med 42 invånare per kvadratkilometer. I omgivningarna runt Maebong-san växer i huvudsak blandskog.